# Спасоє Булаїч
Спасоє Булаїч (словен. Spasoje Bulajič, нар. 24 листопада 1975, Словень-Градец) — словенський футболіст, захисник.
Насамперед відомий виступами за клуб «Кельн», а також за національну збірну Словенії.
Дворазовий чемпіон Словенії. Володар Кубка Словенії. 

## Клубна кар'єра
У дорослому футболі дебютував у 1992 році виступами за команду клубу «Рудар» (Веленє), в якій провів два сезони, взявши участь у 43 матчах чемпіонату. 
Згодом з 1994 до 1998 року грав у складі команд клубів «Олімпія» (Любляна), «Цельє» та «Марибор».
Своєю грою за останню команду привернув увагу представників тренерського штабу клубу «Кельн», до складу якого приєднався у 1998 році. Відіграв за кельнський клуб наступні чотири сезони своєї ігрової кар'єри.
Протягом 2002—2008 років захищав кольори клубів «Майнц 05», «Мура 05», АЕЛ та «Пафос».
Завершив професійну ігрову кар'єру у клубі «Цельє», у складі якого вже виступав раніше. Увійшов до складу команди в 2008 році, захищав її кольори до припинення виступів на професійному рівні у 2009.

## Виступи за збірну
У 1998 році дебютував в офіційних матчах у складі національної збірної Словенії. Протягом кар'єри у національній команді, яка тривала 7 років, провів у формі головної команди країни 25 матчів, забивши 1 гол.
У складі збірної був учасником чемпіонату Європи 2000 року у Бельгії та Нідерландах, чемпіонату світу 2002 року в Японії і Південній Кореї.

## Титули і досягнення
- Чемпіон Словенії (2):

«Марибор»:  1996–97, 1997–98
- Володар Кубка Словенії (1):

«Марибор»:  1996-97